# Nebraska City
Nebraska City is een plaats (city) in de Amerikaanse staat Nebraska, en valt bestuurlijk gezien onder Otoe County.

## Demografie
Bij de volkstelling in 2000 werd het aantal inwoners vastgesteld op 7228. In 2006 is het aantal inwoners door het United States Census Bureau geschat op 7137, een daling van 91 (-1,3%).

## Geografie
Volgens het United States Census Bureau beslaat de plaats een oppervlakte van 11,5 km², geheel bestaande uit land. Nebraska City ligt op ongeveer 300 m boven zeeniveau.

## Plaatsen in de nabije omgeving
De onderstaande figuur toont nabijgelegen plaatsen in een straal van 20 km rond Nebraska City.